# Multi One Design
Le Multi One Design (ou MOD70) est une classe de trimaran monotype de 70 pieds, dont le programme est lancé en 2009, sous l'impulsion du marin vaudois Stève Ravussin et du multi-entrepreneur vaudois Marco Simeoni.

## Historique
Héritiers des trimarans de 60 pieds ORMA, les MOD70 sont conçus par le cabinet VPLP. De mars 2011 à avril 2012, sept trimarans ont été mis à l'eau. Faute d'un réel circuit permettant aux unités de s'affronter, Veolia (Roland Jourdain) puis Foncia (Michel Desjoyeaux) se désengagent. Très puissant mais relativement étroit, le MOD70 est considéré comme dangereux par des marins comme Loïck Peyron ou Sidney Gavignet, qui estime, avant le départ de la Route du Rhum 2014, qu'il a une chance sur deux de chavirer à la barre de Musandam-Oman Sail.

## Jauge
Les principales dimensions sont :
- longueur : 21,2 m, soit 70 pieds ;
- largeur : 16,8 m ;
- tirant d'eau : 4,5 m ;
- tirant d'air : 29,0 m ;
- déplacement : 6,3 t ;
- surface de voiles : 310 m2 au près, 409 m2 au portant.

## Bateaux et skippers

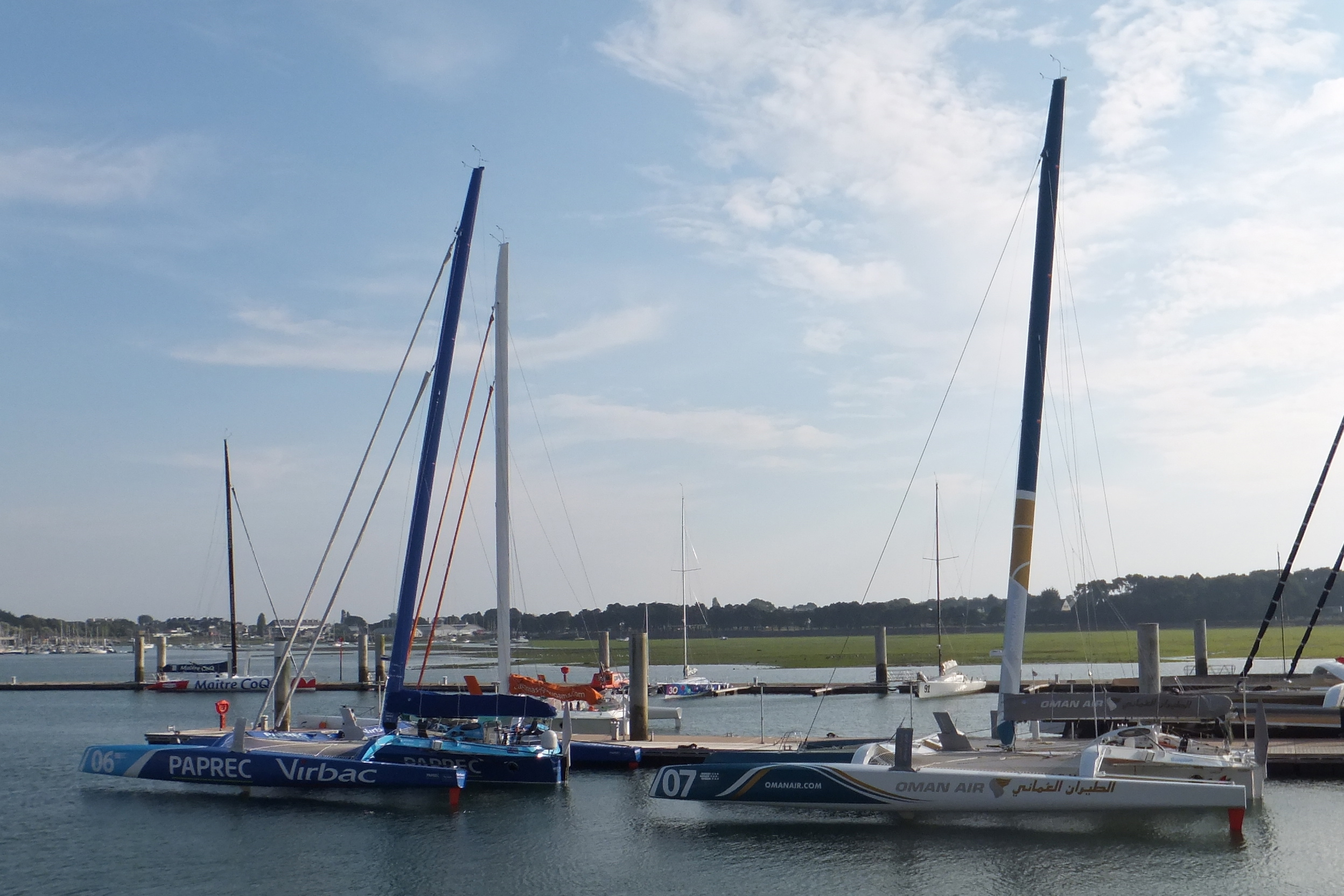
Virbac-Paprec 70 (no 06) et Oman Air (no 07) au port de Lorient

Un numerus clausus a été adopté : douze équipes engagées, avec un maximum de quatre par pays.
| Numéro | Sponsor            | Nationalité | Skipper           | Mise à l'eau |
| ------ | ------------------ | ----------- | ----------------- | ------------ |
| 1      | Race for Water     | Suisse      | Stève Ravussin    | mars 2011    |
| 2      | Orion Racing       | États-Unis  | Cam Lewis         | juin 2011    |
| 3      | Foncia             | France      | Michel Desjoyeaux | août 2011    |
| 4      | Gitana XV          | France      | Sébastien Josse   | octobre 2011 |
| 5      | Spindrift Racing   | France      | Yann Guichard     | janvier 2012 |
| 6      | Virbac Paprec 70   | France      | Jean-Pierre Dick  | mars 2013    |
| 7      | Musandam Oman Sail | Oman        | Sidney Gavignet   | avril 2012   |

L'équipe numéro 2, ayant pour skipper Roland Jourdain, est hors-course en raison du désengagement de son sponsor Veolia environnement,. Le MOD70 no 2 a été racheté en février 2013 par l'équipe Orion Racing du skipper américain Cam Lewis.
Le MOD70 no 6 disputera la Route du Rhum 2014 sous les couleurs exclusives de Paprec Recyclage et sera barré par Yann Eliès.

## Courses

### Krys Ocean Race

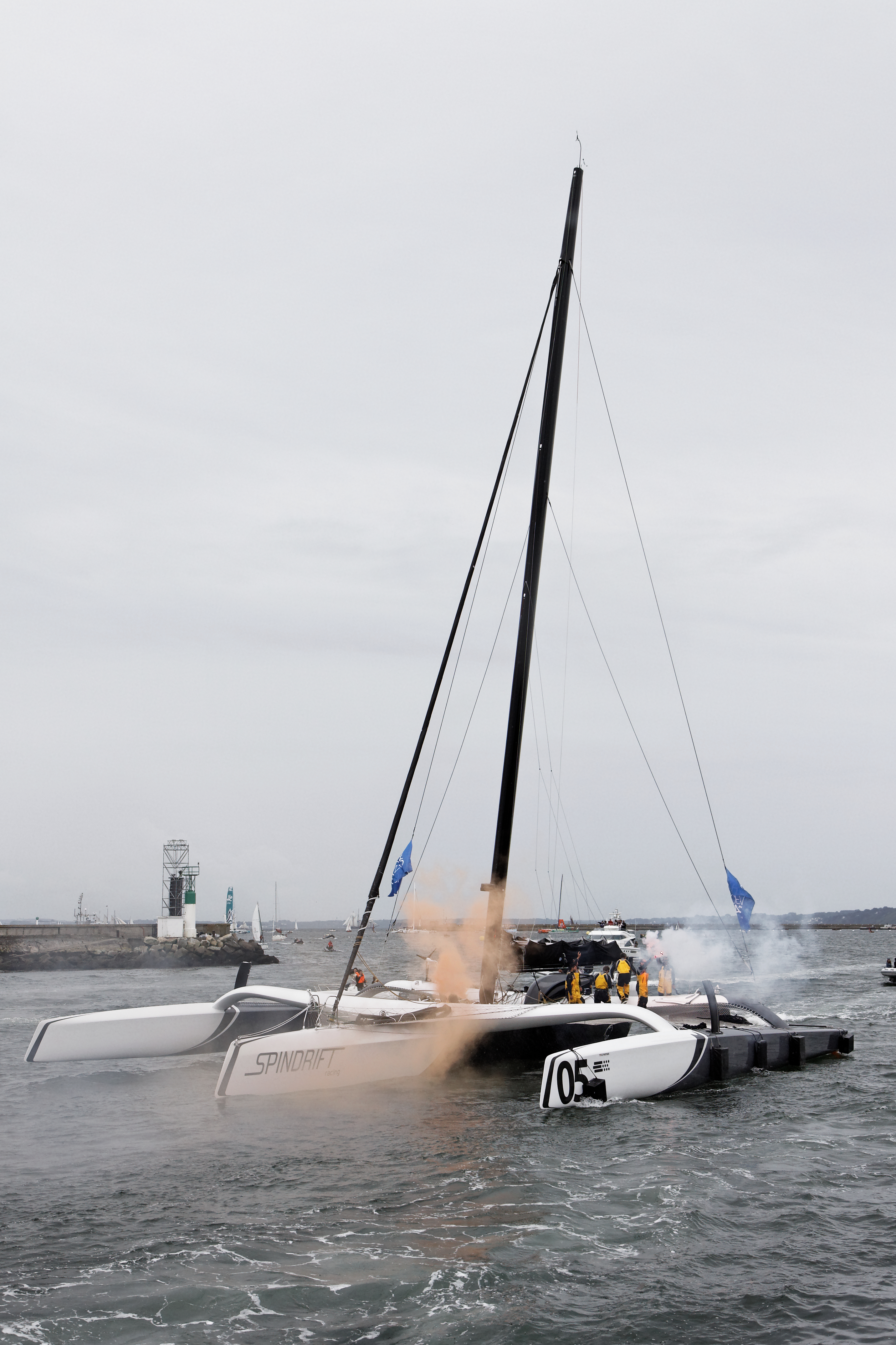
Spindrift arrive vainqueur lors des Tonnerres de Brest 2012.

La Krys Ocean Race est une course transatlantique en équipage dont le départ de la première édition est donné le 7 juillet 2012 à New York. L'arrivée se fait à Brest durant les Tonnerres de Brest 2012.
| Position | Bateau             | Nationalité | Skipper           | Temps                  | Commentaire            |
| -------- | ------------------ | ----------- | ----------------- | ---------------------- | ---------------------- |
| 1        | Spindrift Racing   | Europe      | Yann Guichard     | 4 j 21 h 8 min 37 s    |                        |
| 2        | Gitana XV          | France      | Sébastien Josse   | + 1 h 11 min 12 s      |                        |
| 3        | Foncia             | France      | Michel Desjoyeaux | + 1 h 39 min 20 s      |                        |
| 4        | Musandam Oman Sail | Oman        | Sidney Gavignet   | + 9 h 56 min 59 s      | Avarie de foil         |
| 5        | Race for Water     | Suisse      | Stève Ravussin    | + 1 j 19 h 23 min 55 s | Collision avec un OFNI |

### European Tour
L'European Tour est une course en équipage et par étapes autour de l'Europe. La première édition s'est déroulée en septembre 2012.
Elle s'est courue en 4 étapes et 5 escales : Kiel, Dublin, Cascais, Marseille et Gênes. 
Classement général :
| Position | Bateau             | Nationalité | Skipper           | Points |
| -------- | ------------------ | ----------- | ----------------- | ------ |
| 1        | Foncia             | France      | Michel Desjoyeaux | 284    |
| 2        | Spindrift Racing   | Europe      | Yann Guichard     | 282    |
| 3        | Race for Water     | Suisse      | Stève Ravussin    | 244    |
| 4        | Musandam Oman Sail | Oman        | Sidney Gavignet   | 242    |
| 5        | Gitana XV          | France      | Sébastien Josse   | 228    |

### La Route des Princes
La Route des Princes est une course autour de l'Europe Occidentale en équipage et par étapes. La première édition est partie le 10 juin 2013.
| Position | Bateau            | Nationalité | Skipper          | Points |
| -------- | ----------------- | ----------- | ---------------- | ------ |
| 1        | Gitana XV         | France      | Sébastien Josse  | 167,5  |
| 2        | Musansam Oman Air | Oman        | Sidney Gavignet  | 159    |
| 3        | Spindrift Racing  | Europe      | Yann Guichard    | 147    |
| 4        | Virbac Paprec 70  | France      | Jean-Pierre Dick | 128    |

### La Transat Jacques-Vabre
La Transat Jacques-Vabre est une transat en duo, qui est partie le 7 novembre 2013 du Havre en France pour rejoindre Itajaí au Brésil. Les deux concurrents en MOD70 sont arrivés le 18 novembre.
| Position | Bateau            | Nationalité | Skippers        | Skippers           | Temps               |
| -------- | ----------------- | ----------- | --------------- | ------------------ | ------------------- |
| 1        | Gitana XV         | France      | Sébastien Josse | Charles Caudrelier | 11 j 5 h 3 min 54 s |
| 2        | Musandam Oman Air | Oman        | Sidney Gavignet | Damian Foxall      | 11 j 10 h 4 min 9 s |